# Yangsan
Yangsan (kor. 양산시) – miasto w południowej części Korei Południowej, w prowincji Gyeongsang Południowy. W 2020 roku miasto liczyło 354,874 mieszkańców.